# Breideneichen
Breideneichen ist ein Weiler, der zur Stadt Lohmar im Rhein-Sieg-Kreis in Nordrhein-Westfalen gehört.

## Geographie
Breideneichen liegt im Nordwesten des Stadtgebiets von Lohmar. Umliegende Ortschaften und Weiler sind Schneppensiefen, Halfensbüchel, Kombach und Bombach im Nordosten, Aggerhütte, Bombach und Klein-Bombach im Osten, Grünagger und Agger im Südosten, Agger im Süden, Stöcken und Jexmühle im Südwesten, Hoven und Durbusch im Westen, Dahlhaus und Unterdahlhaus im Nordwesten.
Der Dahlhauser Bach, ein orographisch rechter Nebenfluss der Agger, fließt im Norden an Breideneichen entlang.

## Geschichte
Im Jahre 1885 hatte Breideneichen 34 Einwohner, die in sechs Häusern lebten.
Nach einem Adressbuch aus dem Jahre 1901 zählte der Ort Breideneichen vier Ackerer.
Bis 1969 gehörte Breideneichen zu der bis dahin eigenständigen Gemeinde Wahlscheid.

## Verkehr
- Breideneichen liegt westlich der Bundesstraße 484.
- Der Bahnhof Lohmar-Honrath bei Jexmühle liegt nahe zu Breideneichen.
- Das Anruf-Sammeltaxi ergänzt den ÖPNV.[4]
- Breideneichen gehört zum Tarifgebiet des Verkehrsverbund Rhein-Sieg (VRS).